# Herbert Sobel
Herbert M. Sobel (26 de enero de 1912 – 30 de septiembre de 1987) fue un oficial del Ejército de los Estados Unidos durante la Segunda Guerra Mundial y la guerra de Corea. Fue inicialmente oficial comandante de la Compañía Easy del 2.º batallón, del 506.º Regimiento de Infantería de Paracaidistas de la 101.ª División Aerotransportada. Alcanzó el grado de capitán en servicio activo durante la Segunda Guerra Mundial. Se retiró como teniente coronel en la Guardia Nacional de Illinois.

## Antes de la guerra
Sobel fue vendedor de prendas de vestir antes de asistir a la escuela militar, la prestigiosa Academia Militar Culver. Sobel se ofreció como voluntario para los paracaidistas, poco antes del estallido de la Segunda Guerra Mundial, cuando fue comisionado como Segundo Teniente. Según el libro autobiográfico de Richard Winters, en sus conversaciones con Sobel, este manifestaba que «había tenido una vida dura en Chicago», lo que, al parecer, fue la razón principal de la conducta errática de Sobel al mando de la Compañía Easy.

## Segunda Guerra Mundial
Ascendido a Teniente primero, Sobel comandó la Compañía Easy durante el entrenamiento básico en el campamento de Toccoa, Georgia. Allí estuvo bien considerado por sus superiores por el hecho de formar la mejor compañía en el 506.° Regimiento de Infantería de Paracaidistas, por lo que fue ascendido al empleo de Capitán en reconocimiento de su capacidad como entrenador. Según el libro Hermanos de Sangre, Sobel era aborrecido por los soldados de la Compañía Easy, por su extrema rigurosidad en el campamento de Toccoa y aunque era mentalmente fuerte a menudo tenía dificultades con las actividades físicas, incluido el entrenamiento de combate. Carecía del dominio de habilidades fundamentales como oficial de combate - por ejemplo, tenía dificultades en la lectura de mapas (como se describe en la miniserie Band of Brothers, episodio Currahee) y su dominio de las tácticas militares era aparentemente pobre.
Después de un período de entrenamiento en el Reino Unido antes de la invasión de Normandía, el Capitán Sobel fue relevado del mando de la Compañía Easy y se le destinó a la escuela de salto de Chilton Foliat para personal no combatiente como médicos, capellanes o corresponsales de guerra. Fue reemplazado por el teniente primero Thomas Meehan III y a la muerte de éste durante el Día D por el teniente Richard D. Winters.
Después de la invasión de Normandía, Sobel fue nuevamente asignado a misiones de combate donde fue herido por fuego de ametralladora enemiga. Poco antes de que la Compañía Easy tomara parte en la operación Market Garden, Sobel fue asignado al 506.º Regimiento una vez más, esta vez como oficial regimental S-4 (logística).
El Capitán Sobel fue interpretado por el actor David Schwimmer en la miniserie de HBO, Band of Brothers.

## Después de la Segunda Guerra Mundial
Después de la guerra, Sobel retornó a los Estados Unidos convirtiéndose en contador público (contable) antes de volver a ser llamado al servicio activo durante la guerra de Corea (se desconoce si fue enviado a Corea o se quedó en los Estados Unidos). Después de Corea se quedó en la Guardia Nacional retirándose con el empleo de teniente coronel.
Sobel se casó y tuvo tres hijos, divorciándose más tarde. Aquejado de graves problemas mentales, en 1970 intentó suicidarse con una pistola de pequeño calibre, pero falló; la bala entró por la sien izquierda detrás de los ojos, dañando el nervio óptico, dejándolo ciego los últimos 17 años de su vida. Cuando finalmente murió en 1987, ni su esposa e hijos, ni tampoco miembros de la Compañía Easy asistieron a su funeral. Todo esto según lo que describe Stephen Ambrose en su libro, aunque sin ninguna otra fuente que lo confirme.

## Legado
Sobel fue retratado negativamente en la miniserie Band of Brothers y a menudo sus intervenciones lo presentaban como a alguien desequilibrado, cruel, inepto y envidioso, lo cual ha sido objeto de algunas controversias. Sin embargo, los veteranos de la Compañía Easy reconocen que, aunque carecía de capacidad de liderazgo y de aptitud para mandar una compañía en combate, era un buen instructor y la formación junto al exhaustivo entrenamiento físico que Sobel les impuso, contribuyeron al éxito de la unidad.